# Хаман (Коран)
Хама́н (араб. هامان‎) — коранический персонаж, упоминаемый вместе с Фирауном. Упоминается в шести аятах Корана как один из самых приближённых к Фирауну знатных людей.

## В Коране
Хаман упоминается в Коране как один из членов дома Фирауна. Хаман вместе с Фирауном отверг призыв пророка Мусы (библ. Моисея), который призывал их к единобожию и освобождению евреев из рабства. Хаман и Фираун имели армии. Они угнетали и убивали евреев, за что Аллах пообещал сделать евреев наследниками их власти и богатства.
После возвращения из Мадаина пророк Муса обратился к Фирауну и Хаману со словами: «Отпусти с нами сынов Исраила и не причиняй им мучения». Расспросив Пророка о том, кто является его Богом, Фираун приказал Хаману зажечь огонь для изготовления кирпичей, чтобы построить высокую башню, по которой он смог бы взобраться, чтобы увидеть Бога Мусы.
Это событие описано в аятах (28:36-40) суры «Аль-Касас» (Повествование).

۝ Когда Муса (Моисей) явился к ним с Нашими ясными знамениями, они сказали: «Это — всего лишь вымышленное колдовство. Мы не слышали об этом от наших праотцев». ۝ Тогда Муса (Моисей) сказал: «Мой Господь лучше знает, кто пришел с верным руководством от Него и чей исход в Последней жизни окажется счастливым. Воистину, беззаконники не преуспеют». ۝ Фараон сказал: «О знать! Я не знаю для вас иного бога, кроме меня. О Хаман! Разожги огонь над глиной и сооруди для меня башню, чтобы я смог подняться к Богу Мусы. Воистину, я полагаю, что он является одним из лжецов».۝ Он и его воины несправедливо возгордились на земле и предположили, что они не вернутся к Нам. ۝ Мы схватили его и его воинов и бросили их в море. Посмотри же, каким был конец беззаконников!۝. —  28:36—40 (Кулиев)
Также описано в аятах (40:36-37) суры «Гафир» (Прощающий).

۝ Фараон сказал: «О Хаман! Построй для меня башню. Быть может, я достигну путей, ۝ путей небесных, и взгляну на Бога Мусы (Моисея). Воистину, я считаю его лжецом». Вот так Фараону представилось прекрасным зло его деяний, и он был сбит с пути. А козни Фараона оказались безуспешными.۝ —  40:36, 37 (Кулиев)
В некоторых аятах Хаман упоминается вместе с Каруном (библ. Кореем) среди тех, кто отверг пророков, посланных им и были наказаны: Карун был поглощён землей, а Хаман утонул с Фирауном.

## Исторический фон и подтекст
Имя Хаман (Аман) встречается в Танахе, в книге Есфири как имя одного из приближённых к вавилонскому царю слуг, который преследовал евреев. Это внесло некоторую путаницу между кораническим Хаманом и библейским.
Есть предположение, что слово Хаман является арабским вариантом египетского слова Ха-Амен, который был титулом первосвященника, уступавшему по степени влияния только фараону. Со временем оно могло стать обозначением любого чиновника, который враждебно относился к евреям или вообще к верующим в единого Бога.
Роль и личность Хамана недостаточно полно раскрыта в литературе «истории пророков» (кисас аль-анбия). Согласно аль-Масуди, Хаман построил канал Сардуса, но Фираун обязал его выплатить крестьянам те деньги, которые он вымогал у них за это.